# 圣阿利尔达尔朗
圣阿利尔达尔朗（法語：Saint-Alyre-d'Arlanc，法語發音：[sɛ̃.t‿aliʁ daʁlɑ̃]，意为“阿尔朗的圣阿利尔”）是法国多姆山省的一个市镇，属于昂贝尔区。

## 地理
圣阿利尔达尔朗（45°22'5"N, 3°38'19"E）面积24.19 平方千米，位于法国奥弗涅-罗讷-阿尔卑斯大区多姆山省，该省份为法国中南部省份，北起阿列省接壤，东临卢瓦尔省，南至上盧瓦爾省和康塔爾省，西接科雷兹省和克勒兹省。
与圣阿利尔达尔朗接壤的市镇（或旧市镇、城区）包括：拉沙佩勒热内斯特、锡斯特里耶尔、杜隆河畔拉瓦勒、多朗日、圣索沃尔拉萨涅。
圣阿利尔达尔朗的时区为UTC+01:00、UTC+02:00（夏令时）。

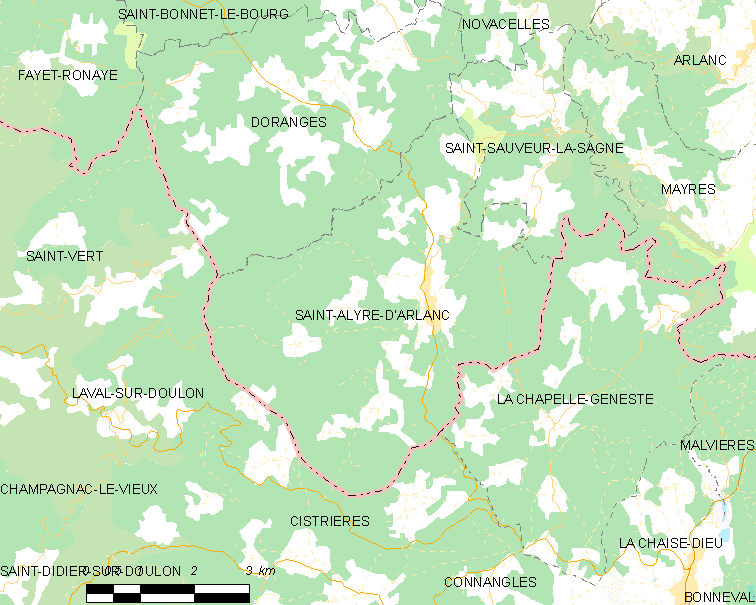
圣阿利尔达尔朗的OSM定位图

## 行政
圣阿利尔达尔朗的邮政编码为63220，INSEE市镇编码为63312。

## 政治
圣阿利尔达尔朗所属的省级选区为昂贝尔县。

## 人口

1962-2008年间圣阿利尔达尔朗人口变化图示

圣阿利尔达尔朗于2022年1月1日时的人口数量为136人。